# Douchy-les-Mines
Douchy-les-Mines – miejscowość i gmina we Francji, w regionie Hauts-de-France, w departamencie Nord.
Według danych na rok 1990 gminę zamieszkiwało 10 931 osób, a gęstość zaludnienia wynosiła 1188 osób/km² (wśród 1549 gmin regionu Nord-Pas-de-Calais Douchy-les-Mines plasuje się na 75. miejscu pod względem liczby ludności, natomiast pod względem powierzchni na miejscu 370.).

## Miasta partnerskie
Douchy-les-Mines współpracuje z trzema miejscowościami na zasadzie partnerstwa miast:
- Mielec
- Vila Nova de Poiares
- Méguet